# Mandarin (comics)
Pour les articles homonymes, voir Mandarin.
Le Mandarin est un super-vilain évoluant dans l'univers Marvel de la maison d'édition Marvel Comics. Créé par le scénariste Stan Lee et le dessinateur Don Heck, le personnage de fiction apparaît pour la première fois dans le comic book Tales of Suspense #50 en février 1964.
Le Mandarin est décrit comme un scientifique de génie et un artiste martial extrêmement doué. Cependant, ses principales sources de pouvoir sont dix anneaux de puissance qu'il a adaptés à partir de la technologie extraterrestre d’un vaisseau spatial écrasé. Chaque anneau a un pouvoir différent et se porte à un doigt spécifique.
Il est considéré comme l'un des ennemis jurés du héros Iron Man. Bien que sa principale obsession soit Iron Man, compte tenu de son statut élevé de super-vilain, le Mandarin est également entré en conflit avec Thor, Hulk, Shang-Chi et d'autres super-héros de l'univers Marvel.

## Biographie du personnage

### Origines
Selon le récit qu'il fit lui-même à Iron Man et à tous ceux auxquels il conta ses origines, l'être nommé le Mandarin est un ancien magistrat chinois originaire de Shanghai. Fils d'une aristocrate anglaise et d'un riche chinois d'avant la révolution communiste, qui se disait descendant de Gengis Khan. Ainsi, le Mandarin se revendiqua toujours comme descendant du fondateur de la civilisation mongole.
Les parents du Mandarin moururent peu après la révolution et leur fils fut recueilli par sa tante paternelle, une femme alcoolique et aigrie avec tout le monde, y compris avec son neveu. Durant sa jeunesse, le Mandarin dilapida rapidement la fortune familiale qu'il avait hérité de son père. Arrivé à l'âge adulte, il fut expulsé par le gouvernement car il ne pouvait plus payer les taxes liés à sa maison ancestrale.
Il s'avère en réalité que celui qui deviendra plus tard le Mandarin est en fait originaire du village d'Habuquan en Mongolie-Intérieure et est le fils d'une prostituée anglaise droguée à l'opium et morte d'une overdose. Il débute dans le crime comme chef de la pègre locale ; c'est à cette époque qu'il commence à se faire appeler le « Mandarin ».
Un jour, dans l'espoir de trouver un moyen d'obtenir la grandeur qu'il recherchait, il se rendit dans la « Vallée des Esprits », une vallée interdite où personne n'osait aller. Il y découvrit l'épave d'un vaisseau spatial extraterrestre qui s'était écrasé là il y a des millénaires et qui venait de la planète Maklu IV, dont les habitants, les Makluans, avaient l'apparence de dragons chinois. Étudiant la technologie du vaisseau, il y découvrit 10 anneaux, qui servaient apparemment à alimenter le vaisseau en énergie. Équipé de ces anneaux et avec ses nouvelles connaissances, il devint un conquérant, rapidement si puissant que même l'armée chinoise ne pouvait le défier. Ses ambitions s'étendirent vite à la domination mondiale.

### Parcours
Le Mandarin a toujours considéré la technologie comme son meilleur atout, et se plait à utiliser les armes des autres pays contre ses ennemis.
Il tenta par deux fois de provoquer la Troisième Guerre mondiale en lançant des missiles sur les États-Unis et l'URSS, en espérant que ces deux pays ripostent contre la Chine et dévastent le monde. Il essaya aussi de faire passer Tony Stark (alias Iron Man) pour un traître afin que les États-Unis abandonnent ses systèmes de sécurité.
Rapidement, Iron Man devint le principal obstacle aux plans du Mandarin, entraînant de multiples luttes entre deux. À plusieurs reprises, le Mandarin parvint à capturer Iron Man (ou Stark) mais jamais à le tuer. De même, Iron Man réussit toujours à ruiner les plans du Mandarin mais échoua toujours à l'amener en justice. Parmi les nombreuses méthodes employées par le criminel chinois, on inclut l'utilisation d'Ultimo, un androïde gigantesque qu'il utilisa plusieurs fois, mais jamais avec succès.
Il tenta même de diriger le syndicat de Stark Entreprises et voulut faire passer Stark pour un communiste mais échoua misérablement.
Il fut tué une première fois par Griffe jaune durant la Guerre des Super-Vilains. Comme d'autres génies du mal, le Mandarin cherchait à dominer le monde après une promesse du Lama Noir. Cependant, le robot explosif de Griffe Jaune acheva très vite la quête de son rival asiatique.
Alors que le Mandarin agonisait, il utilisa les capacités de transfert mental pour transférer sa conscience dans ses dix anneaux. Lorsque les anneaux furent confisqués par Loc Do, le serviteur de Griffe Jaune, la conscience du Mandarin pénétra dans son corps, chassant définitivement la sienne. Utilisant son anneau de réarrangement de Matière, le Mandarin transforma le corps de Loc Do en une réplique plus jeune de son corps original.
Il tenta ensuite de détruire les plantations de riz chinoises pour créer une famine qui pousserait les paysans à envahir les pays voisins. Mais Jim Rhodes, en tant qu'Iron Man, fit échouer ses plans.
À la tête d'une nouvelle société, il affronta Iron Man devant les caméras mais fut blessé mentalement par ses propres anneaux.
Durant la saga de la Graine du Dragon, Iron Man combattit puis s'allia avec le Mandarin. Les occupants du vaisseau écrasé d'où le Mandarin avait tiré sa puissance firent leur ré-apparition, n'aimant pas trop le Mandarin.
Il voulut ensuite faire de la Russie sa nouvelle base à l'aide d'un dragon mécanique. Iron Man, aidé par les Vengeurs et la Winterguard, le stoppa de nouveau.
Par la suite, il rencontra l'énigmatique Chen Hsu qui l'aida à réveiller Fin Fang Foom. Le monstre terrassa l'armée chinoise et le tyran réclama un tiers du territoire national. Finalement, Chen Hsu, un Makluan sous forme humaine, fit apparaitre son équipage, échoué sur terre depuis des millénaires, pour récupérer leurs anneaux. Iron Man utilisa le pouvoir des anneaux pour détruire les dragons. Le Mandarin survécut à l'assaut, dans un état comateux, mais ses mains furent détruites. Pendant des mois, il fut soigné par une paysanne et finalement ses mains repoussèrent.
Remis sur pied, il découvrit le Cœur des Ténèbres, un artefact maléfique. Grâce à lui, il plongea la Chine dans une ère féodale, sans électricité, et découvrit que Tony Stark était Iron Man. Vaincu par Force Works, la technologie et un virus techno-organique, le Mandarin disparut. On le revit caché sous l'identité d'un concierge d'une filiale Stark Enterprises à Hong-Kong.
Après un nouveau combat contre son ennemi juré, on le crut mort.
Il revint de nouveau, cette fois-ci sous l'identité du PDG de Prometheus, une corporation spécialisée dans le bio-armement. Il manipula Maya Hansen pour développer un virus Extremis et finança des groupes terroristes à travers le monde. Son but était de répandre le virus Extremis, ce qui tuerait 97,5 % de la population (dont lui) et rendrait immortels le reste. Mais Iron Man réussit à le battre avec son armure de Silver Centurion, en arrachant les anneaux de la colonne du Mandarin. Vaincu, il disparut.

## Pouvoirs, capacités et équipement
Le Mandarin, malgré son âge avancé est un véritable athlète, expert en arts martiaux. Ses mains, qui ont été détruites, ont depuis été remplacées par des implants cybernétiques.
En complément de ses pouvoirs, le Mandarin est un tacticien brillant et brutal, ainsi qu'un stratège doué. Il respecte également un code d'honneur très strict. Par exemple, lorsqu'il tenta d'empêcher Stark Enterprises de s'établir à Hong Kong, il défia Iron Man en duel, en lui affirmant que s'il gagnait il prendrait le contrôle des opérations de Stark Enterprises à Hong Kong et que, s'il perdait, il cesserait d'empêcher les activités de Stark. Quand Iron Man le vainquit au terme d'un combat loyal, le Mandarin respecta ses engagements. À une autre occasion, il tua l'un de ses subordonnés pour avoir tenté de le droguer au cours d'une séance d'entraînement, fâché qu'un de ses propres étudiants en vienne à utiliser une tactique aussi déshonorante.
Les pouvoirs du Mandarin proviennent principalement de dix anneaux d'origine extraterrestre qu'il porte à chaque doigt. Chaque anneau possède un pouvoir différent.
- Modification de la matière (pouce droit) :

remodèle les atomes et les molécules d’une substance, ou accélère/ralentit leurs mouvements afin de produire différents effets. Le Mandarin utilise souvent cet anneau pour changer la forme des objets, par exemple en provoquant l’éruption d’une main de pierre depuis le sol pour attraper un adversaire, voire transformer une montagne en un monstre de roche géant. Il l’a aussi utilisé pour transmuter la composition moléculaire d’un objet, comme changer l’air en une substance empoisonnée. Peut également ralentir les mouvements moléculaires pour modifier l’état de la matière, par exemple en transformant l’eau liquide en vapeur. Le Mandarin s'en est servi pour transformer un individu en un scarabée ou en statue de pierre. Toutefois, l’anneau s’est révélé incapable d’agir sur le rayon de force magnétique de l’armure d’Iron Man.
- Rayon de force (index droit) :

projette diverses formes d’énergie, principalement celle de neutrons extrêmement rapides, produisant une immense force de concussion, suffisante pour projeter Iron Man, alors en plein vol, sur une montagne éloignée de plusieurs kilomètres. L’anneau a aussi servi pour projeter d’intenses vibrations soniques ou pour créer des ondes magnétiques et gravitationnelles qui peuvent attirer ou repousser les objets ou les individus. Il est possible que l’anneau puisse émettre d’autres formes d’énergie.
- Rayon tourbillonnant (majeur droit) :

provoque des mouvements dans l’air de plus en plus rapides, jusqu’à la formation d’un tourbillon. Celui-ci peut être utilisé comme une arme offensive, un moyen de faire léviter des objets ou un moyen de propulsion dans les airs.
- Rayon désintégrateur (annulaire droit) :

émet un rayon d’énergie qui détruit tous les liens entre les atomes et les molécules d’un objet qu’il touche. A besoin de 20 minutes pour se recharger après avoir été utilisé une première fois.
- Lumière noire (auriculaire droit) :

crée une zone de ténèbres absolues qui semblent absorber toute source de lumière utilisée à l’intérieur. Même si le terme « lumière noire » est habituellement employé pour désigner les radiations ultraviolettes, les ténèbres créées par cet anneau sont probablement similaires à l'« énergie noire » qu’utilisent aussi la Cape, Darkstar ou le Suaire. Cette énergie noire peut aussi être employée pour emprisonner ou repousser un adversaire de la puissance d’Iron Man, du moins brièvement.
- Lumière blanche (pouce gauche) :

émet diverses formes d’énergie provenant du spectre électromagnétique au complet, souvent sous la forme d’un laser. Peut aussi créer une force de gravitation suffisante pour provoquer l’enfouissement d’Iron Man dans le sol.
- Projection de flammes (index gauche) :

projette des rayons infrarouges pour produire une flamme ou enflammer des matériaux combustibles.
- Intensificateur mental (majeur gauche) :

accroît les propres énergies mentales du Mandarin, lui permettant de contrôler les esprits d’autres personnes sur une distance de 3 mètres, en leur transmettant ses ordres par télépathie. Une seule personne peut être affectée à la fois. Peut aussi servir à créer des illusions dans l’esprit d’autres personnes. Si l’utilisateur est lui-même un télépathe, l’anneau accroîtra ses facultés mentales.
- Décharge électrique (annulaire gauche) :

émet des décharges d'énergie électrostatique dont les quantités sont déterminées par le possesseur de l’anneau. La puissance maximale de ces décharges est inconnue.
- Projection de glace (auriculaire gauche) :

émet d’intenses ondes de froid qui peuvent étourdir un adversaire, provoquer la transformation de l’air en glace et diminuer la température d’un objet pour lui faire atteindre presque le zéro absolu. Le Mandarin l'a déjà utilisé pour, par exemple, enfermer plusieurs ennemis dans des blocs de glace ou ériger un mur de glace entre lui et ses poursuivants.
Avec les années, un lien psychique s'est installé entre ces anneaux et le Mandarin. Celui-ci peut désormais les contrôler à distance. Si le porteur des anneaux meurt ou si le Mandarin perd connaissance, les anneaux reviennent vers lui.

## Apparitions dans d'autres médias

### Télévision
Le Mandarin apparaît en tant qu'antagoniste principal de les séries d'animation Iron Man et Iron Man: Armored Adventures.

### Cinéma

#### Univers cinématographique Marvel
- 2013 : Iron Man 3 réalisé par Shane Black

Le Mandarin apparaît pour la première fois dans ce film, interprété par Ben Kingsley. Cependant, son rôle est différent du comic book originel : au début du film, il est décrit comme un terroriste anglais féru de la culture chinoise, chef de l’organisation criminelle des Dix Anneaux (ennemie de Tony Stark depuis le film Iron Man) commettant plusieurs attentats envers les États-Unis. Il finit par entrer en conflit avec Tony Stark après que l'ami de ce dernier, Happy Hogan, a été grièvement blessé par une bombe du Mandarin. Mais on découvre plus tard qu'il s'agit en fait d'un acteur du nom de Trevor Slattery, inconscient du rôle qu’il joue, et que le Mandarin n'est qu'un personnage créé par Aldrich Killian (interprété par Guy Pearce) pour masquer les activités de sa société, AIM. À la fin du film, Killian est tué et Slattery est envoyé en prison.
- 2014 : Longue vie au roi réalisé par Drew Pearce

Dans ce court-métrage, Trevor Slattery, toujours en prison, est approché par Jackson Norriss, un membre de la véritable organisation des Dix Anneaux, qui lui révèle que Killian n'avait fait que reprendre le nom d'un véritable terroriste, chef des Dix Anneaux, montrant que le Mandarin existe bel et bien dans l'univers cinématographique Marvel.
| |  |  |
| Ben Kingsley (à gauche) et Tony Leung Chiu-wai (à droite), respectivement interprètes de Trevor Slattery et Xu Wenwu. |  |  |

- 2021 : Shang-Chi et la Légende des Dix Anneaux, réalisé par Destin Daniel Cretton

L’identité du véritable Mandarin, fondateur et chef de l’organisation criminelle des Dix Anneaux, est révélée dans ce film : il s’agit de Xu Wenwu (interprété par Tony Leung Chiu-wai), un guerrier chinois âgé de près de mille ans, assoiffé de pouvoir et rendu extrêmement puissant par le pouvoir des dix anneaux en métal qu’il porte autour des bras. Il est également le père de Xu Xialing et du héros Shang-Chi, ce qui en fait un personnage adapté de deux super-vilains des comics Marvel : le Mandarin et le criminel Fu Manchu (en), père de Shang-Chi dans les comics. À la fin du film, Wenwu meurt et sa fille Xialing reprend les rênes de l'organisation des Dix Anneaux.
Dans ce film, Wenwu n'utilise toutefois jamais le surnom de « Mandarin », qu'il juge ridicule.
Trevor Slattery apparaît également dans ce film et révèle ce qui lui est arrivé après sa rencontre avec Jackson Norriss : condamné à mort par Wenwu pour avoir usurpé son nom, Trevor a finalement été épargné grâce à ses talents d’acteur et détenu dans les geôles des Dix Anneaux pour distraire les guerriers.